# سيرجي بروكودين-غورسكي

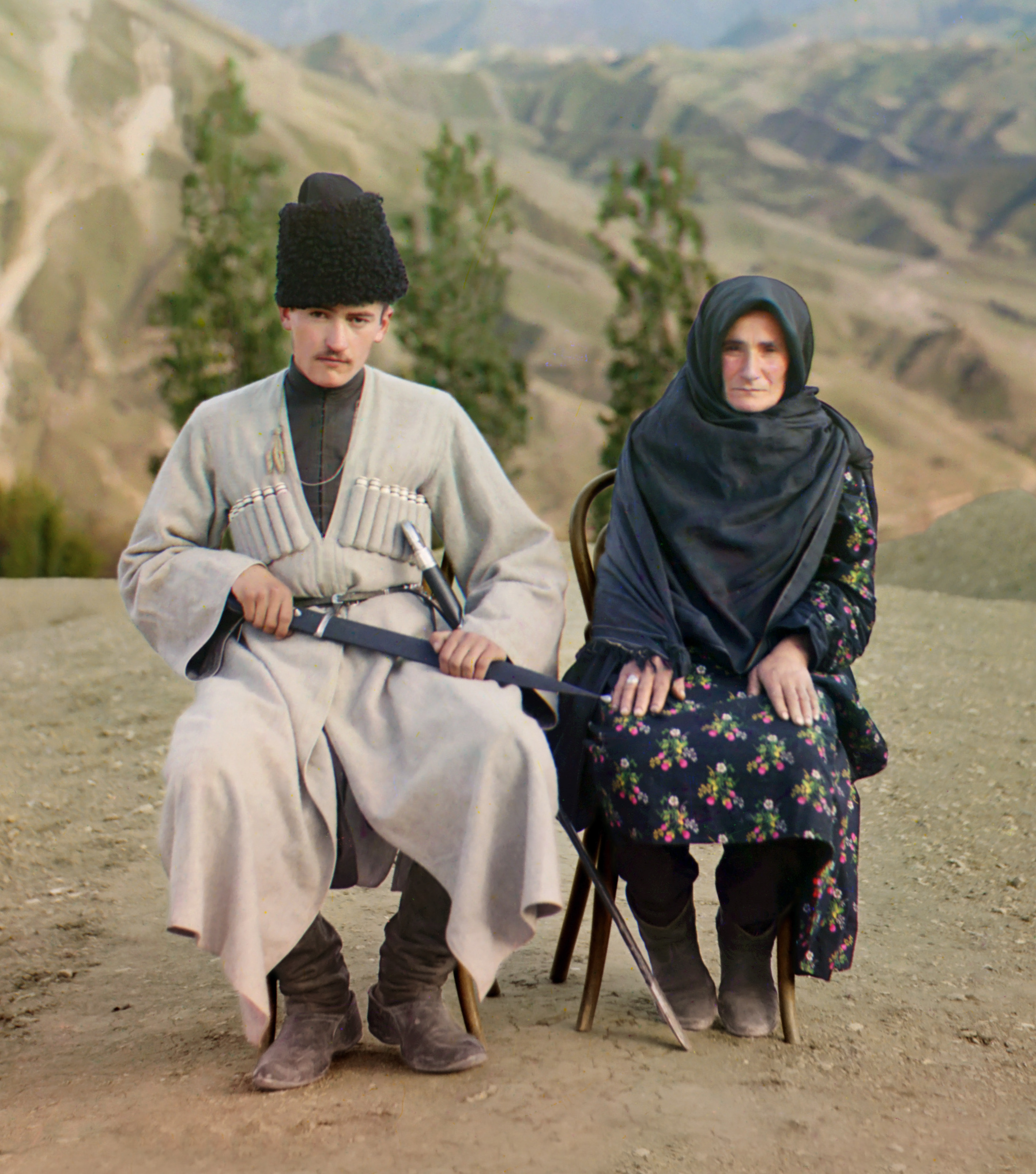
صورة رجل وامرأة بزيهم الوطني من داغستان عام 1904

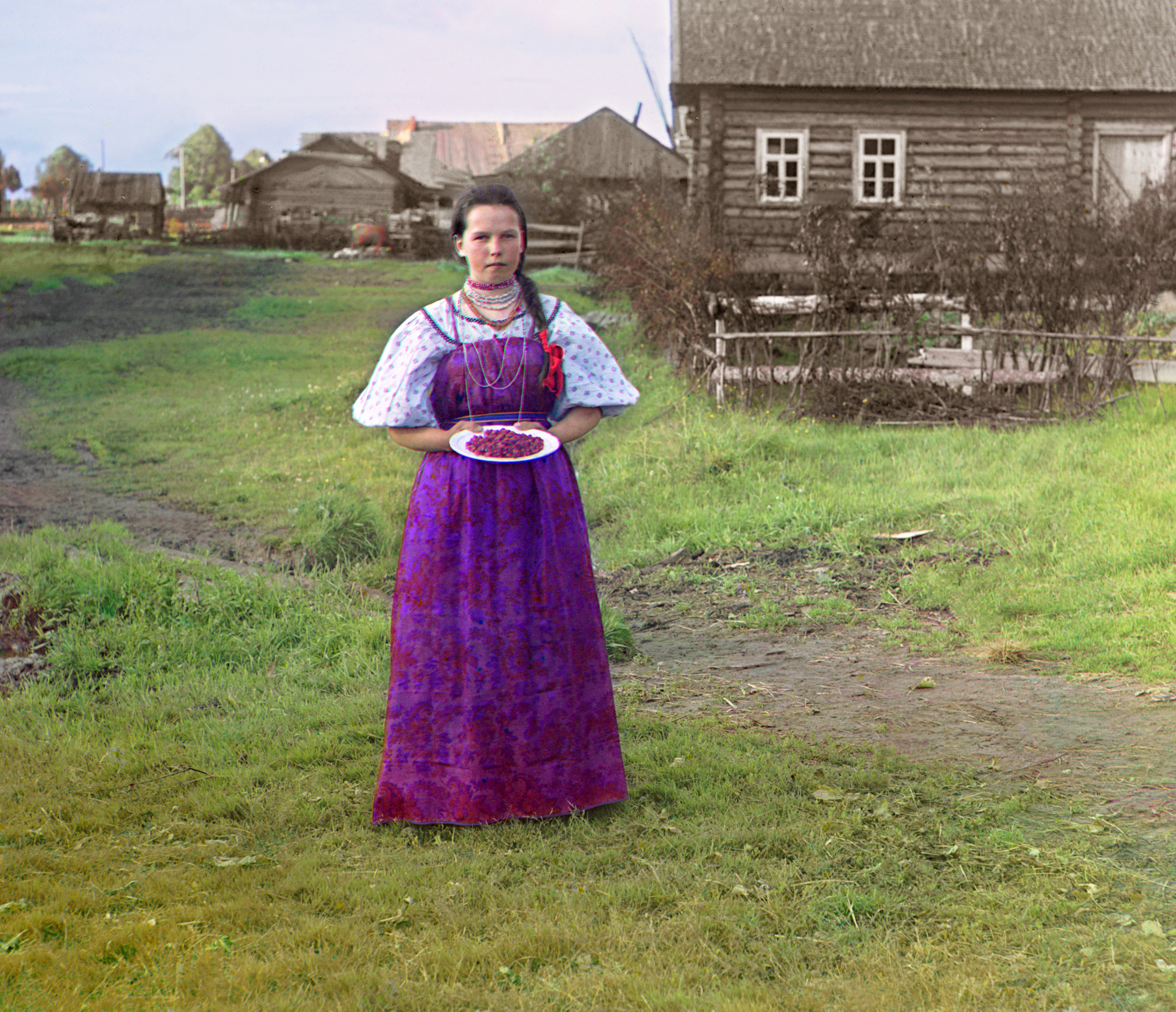
فتاة تمسك بطبق مليئ بالفراوله التقطت هذه
الصورة عام 1909

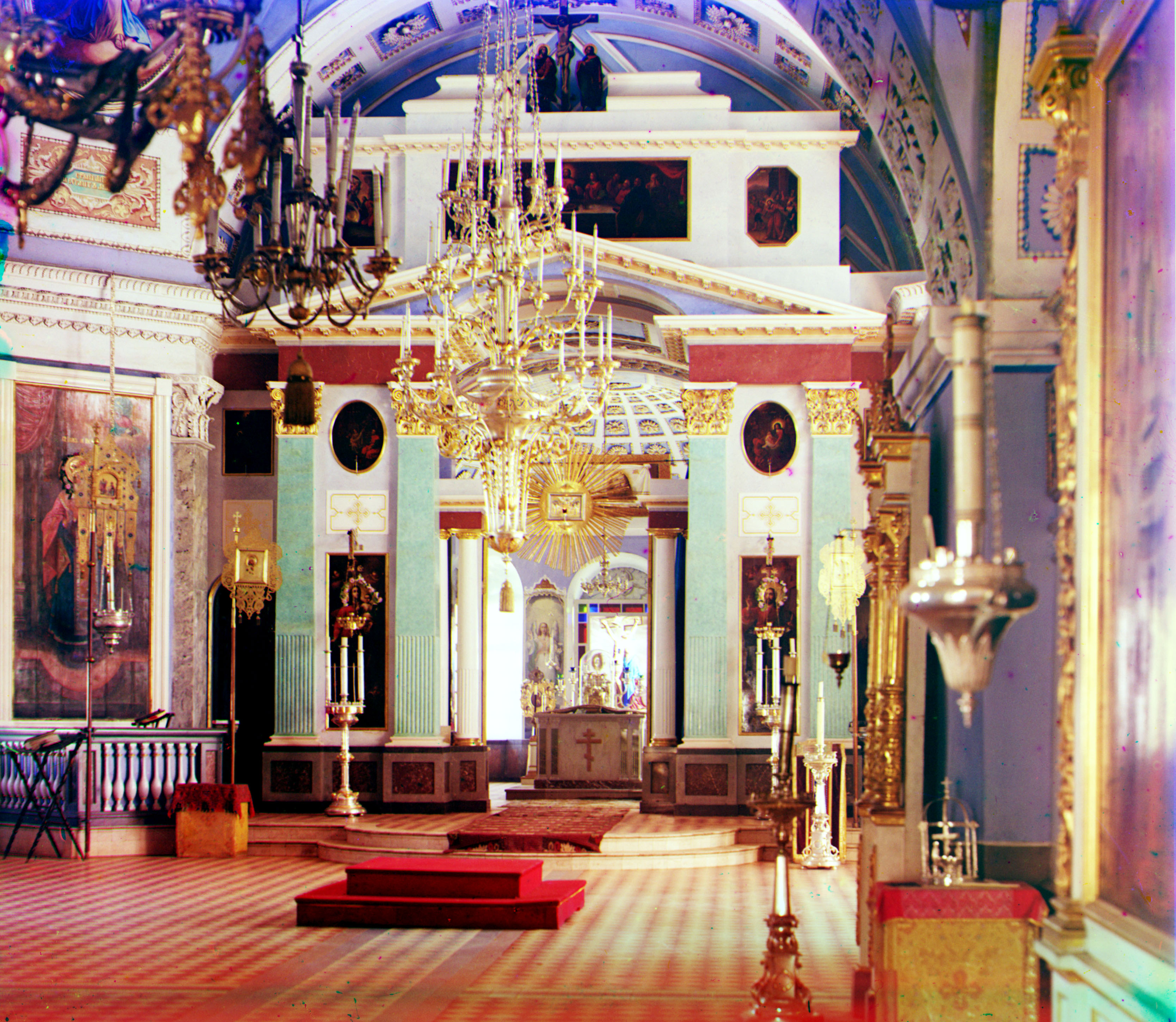
صوره لمصلى داخل احدي الكنائس عام 1913

سيرجي ميخائيلوفيتش بروكودين-غورسكي (بالفرنسية: Sergej Prokudin-Gorskij)‏ (بالروسية Сергей Михайлович Прокудин-Горский ) ‏ (31 أغسطس 1863 - 27 سبتمبر ، 1944) هو مصور روسي يعتبر من رواد التصوير الفوتوغرافي ، و أول من ابتكر التصوير بالألوان، كثير من صوره تظهر الإمبراطورية الروسية في أواخر الحرب العالمية الأولى والثورة الروسية في 1917.
ولد في موروم، في فلاديمير أوبلاست ، كرس حياته من أجل النهوض بالتصوير الفوتوغرافي. درس مع كبار العلماء في سانت بطرسبرغ ، وبرلين وباريس ، مطوراً التقنيات الأولى للتصوير الفوتوغرافي بالألوان.